# فریتیوف اولبرگ
فریتیوف اولبرگ (نروژی: Frithjof Ulleberg; ۱۰ سپتامبر ۱۹۱۱ – ۳۱ ژانویهٔ ۱۹۹۳) بازیکن فوتبال اهل نروژ بود.
از باشگاه‌هایی که در آن بازی کرده‌است می‌توان به باشگاه فوتبال لین اشاره کرد.
وی همچنین در تیم ملی فوتبال نروژ بازی کرده‌است.